# 26937 Makimiyamoto
26937 Makimiyamoto (1997 FQ1) là một tiểu hành tinh vành đai chính được phát hiện ngày 31 tháng 3 năm 1997 bởi A. Nakamura ở Kuma Kogen.